# Shiraishi Peak
Der Shiraishi Peak ist ein etwa 1690 m hoher Berg im ostantarktischen Viktorialand. In den Darwin Mountains ragt er aus einem markanten Gebirgskamm in den Meteorite Hills auf.
Das New Zealand Geographic Board benannte ihn 2018 nach Kazuyuki Shiraishi, von 2011 bis 2017 Generaldirektor des japanischen National Institute for Polar Research (NIPR).